# Swiss Indoors 1993
Lo Swiss Indoors 1993, noto anche come Davidoff Swiss Indoors per motivi di sponsorizzazione, è stato un torneo di tennis giocato sul cemento. È stata la 24ª edizione del torneo e faceva parte della categoria World Series nell'ambito dell'ATP Tour 1993. Si è giocato a Basilea in Svizzera dal 27 settembre al 3 ottobre 1993.

## Campioni

### Singolare maschile
Michael Stich ha battuto in finale  Stefan Edberg con il punteggio di 6–4, 6(5)–7, 6–3, 6–2

### Doppio maschile
Byron Black /  Jonathan Stark hanno battuto in finale  Brad Pearce /  Dave Randall con il punteggio di 3–6, 7–5, 6–3